# Tát
Tát est une ville du comitat de Komárom-Esztergom en Hongrie. Elle a le titre de ville depuis le 15 juillet 2013.

## Histoire
Le site est habité depuis la préhistoire.
En 1685, importante victoire de Charles V de Lorraine sur les ottomans, qui permet la reconquête de Budapest en 1686.
En 1700, 17 familles de serfs vivaient en cet endroit dépeuplé.
Entre 1710 et 1740 s'installèrent des colons allemands et autrichiens.
En 1851 étaient recensés 560 habitants, 1499 en 1936, malgré la perte de 40 hommes lors de la Première Guerre mondiale.